# Maloya Dousman
Maloya Dousman es una película de 1994.

## Sinopsis
Maloya Dousman es el reflejo de una isla, un departamento francés situado en el océano Índico a diez mil kilómetros de París. Una isla con un idioma, una historia y una cultura. Desde los orígenes de la población de la isla hasta el mestizaje, a través de lo que el maloya representa para Gramoun Lélé, Lo Rwa Kaf y Ti’Fock, el documental nos hace descubrir esta música y conocer a músicos, hombres y mujeres de Reunión para quienes el maloya representa una cultura y una afirmación de la propia identidad.